# Staten Island
Staten Island je ostrov a jeden z pěti obvodů amerického města New York. Územně je shodný s okresem Richmond. Nachází se v jihozápadní části města New York. Od New Jersey je oddělen přílivovou úžinou Arthur Kill a Kill Van Kull, od zbytku města New York je oddělen Newyorským zálivem.
Odhadovaný počet obyvatel v roce 2019 je 476 143. Je nejméně obydleným obvodem ze všech pěti obvodů, ale zároveň je třetí největší s plochou 152 km2.
Původní obyvatelé ostrova jsou Lenapové, první písemná zmínka o zdejší kolonii přistěhovalců je z roku 1609. Během 17. století se na ostrově usazovali nizozemští kolonisté. S městem New York byl ostrov spojený městskou správou a pravidelnou lodní dopravou v roce 1898. Až do roku 1975 byl ostrov nazýván Borough of Richmond (Obvod Richmond). Po tomto roce se název změnil na Borough of Staten Island (Obvod Staten Island). Zdejší obyvatelé přezdívají ostrovu někdy také „zapomenutý ostrov“, protože jim přijde, že vláda na ostrov často zapomíná a zanedbává.
Severní část ostrova je nejvíce zabydlená část, nachází se tam zejména sousedství St. George, Tompkinsville, Clifton a Stapleton. Ve východní části se nachází 4. nejdelší promenáda na světě dlouhá 4 km a nese název F.D.R. Boardwalk. Jižní část je známá tím, že se zde usadili v 17. století nizozemští kolonisté i francouzští Hugenoti a v letech 1960–1970 se zde začaly rapidně stavět domy. Západní část je nejméně obydlená část ostrova a je typická pro svůj průmyslový charakter.
Po silnici se zde dostanete z Brooklynu přes most Verrazzano-Narrows Bridge a z New Jersey přes most Outerbridge Crossing, Goethals Bridge a Bayonne Bridge. Ostrov má svou vlastní autobusovou linku Metropolitan Transportation Authority (MTA) a železniční linku Staten Island Railway, která vede ze St. George do Totttenville. Jako jediný z pěti newyorských obvodů nemá metro ani není s linkou metra města New York nijak spojený.
Přes záliv spojovala ostrov s Manhattanem po staletí jen lodní doprava. Od 60. let 20. století byl zaveden trajekt Staten Island Ferry, který dosud jezdí podle jízdního řádu každou půlhodinu a je zadarmo. Z trajektu je krásný výhled na sochu Svobody, Ellis Island i Manhattan.

## Pamětihodnosti

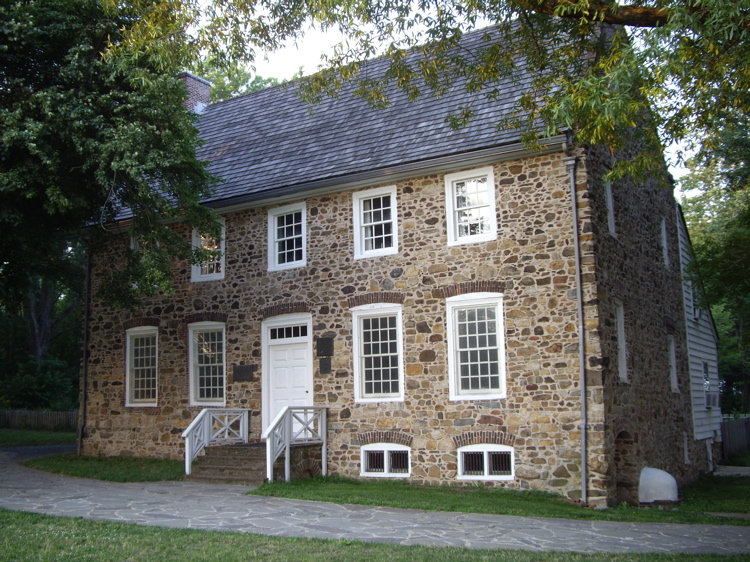
Konferenční dům

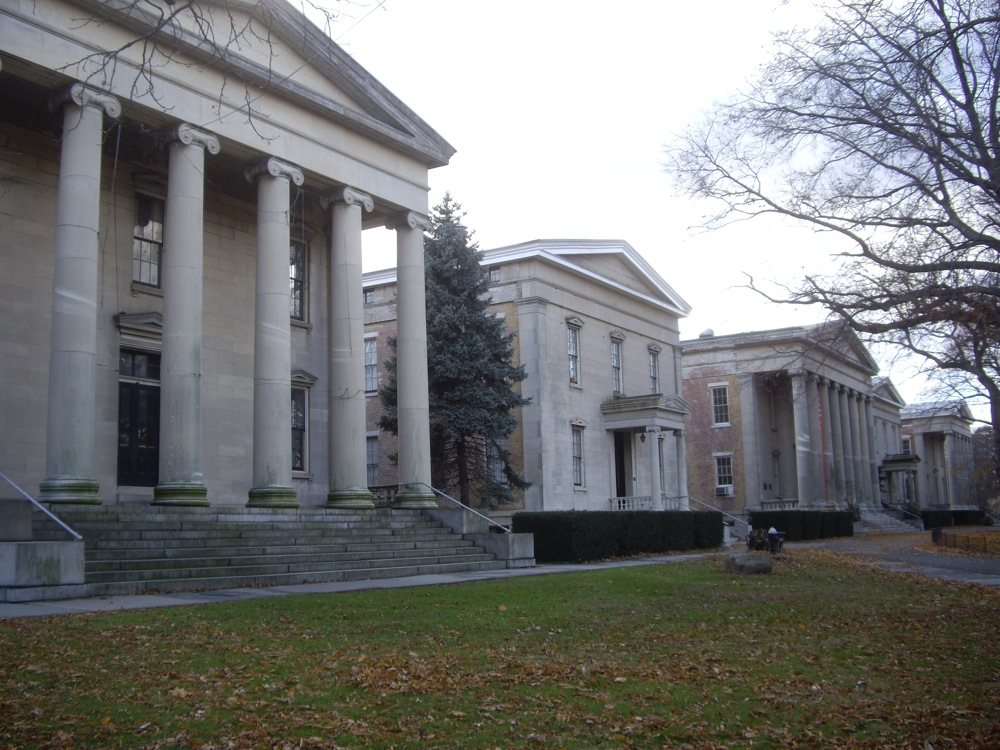
Sailors snug harbor

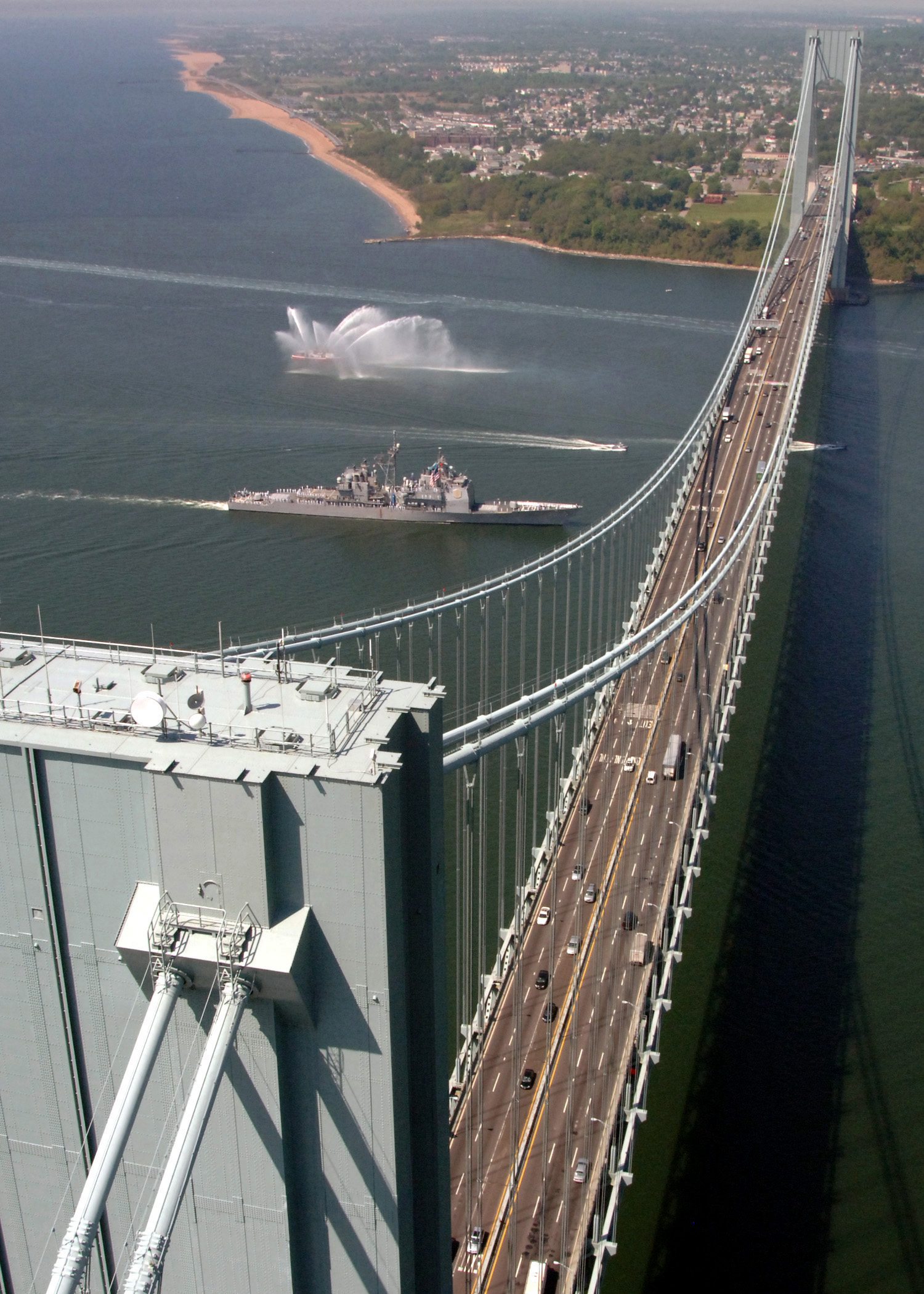
Most Verrazano Narrows Bridge z roku 2008

- Voorlezer's House – nejstarší domek na ostrově, připomínaný k roku 1696
- Billiou–Stillwell–Perine House – usedlost z 18.–19. století
- The Conference House – konferenční dům, první sídlo radnice
- Sailor's Snug Harbor – skupina luxusních domů z let 1801–1850, které si při zátoce na severní straně ostrova stavěli úspěšní námořníci.
- Současná radnice v St. George
- The Richmond Town – skupina starých domů, centrum prvního města
- Richmond Town Museum: prezentuje výsledky archgeologických výzkumů původnívh indiánských obyvatel ostrova kultury Clovis z doby před 14 tisíci let
- Hřbitovy:
  - Moravian Cemetery (Moravský hřbitov) – situován při Richmond Road; nejstarší křesťanský hřbitov na ostrově, s kostelem – roku 1740 jej založili Moravští bratři, později zde byli pohřbíváni i jiní čeští emigranti, včetně židovských rodin; ve vojenské části hřbitova jsou pohřbeni také američtí vojáci z válek v Koreji a ve Vietnamu; v současnosti je na náhrobcích jen málo českých jmen.[5]
  - Silver Mount Cemetery – mladší hřbitov zdejších obyvatel
- Verrazzano-Narrows Bridge – silniční most z roku 2008, spojující ostrov s Manhattanem

## Ostrovy
- The Isle of Meadow
- Pralls Island
- Shooters Island (část patří New Jersey)
- Swinburne Island
- Hoffman Island

## Sousední okresy
- sever – Hudson
- západ – Union, Middlesex
- severovýchod – Kings (Brooklyn)